# Sigai Indah
Sigai Indah is een bestuurslaag in het regentschap Aceh Tenggara van de provincie Atjeh, Indonesië. Sigai Indah telt 196 inwoners (volkstelling 2010).